# Praxis mit Meerblick – Romeo & Julia
Romeo & Julia ist ein deutscher Fernsehfilm von Franziska Hörisch aus dem Jahr 2025. Es handelt sich um den 26. Film der ARD-Reihe Praxis mit Meerblick mit Tanja Wedhorn als Ärztin Nora Kaminski in der Hauptrolle. Die deutsche Erstausstrahlung erfolgte am 2. Mai 2025 auf dem ARD-Sendeplatz „Endlich Freitag im Ersten“.

## Handlung
Der Nachbarsstreit zwischen den Familien Lang und Querengässer stört ihre Kinder nicht, denn Romy und Jonathan sind heimlich ein Paar. Als sie mit dem Motorrad verunfallen, macht sich Jonathan aus dem Staub, weil er Angst hat, dass alles rauskommt. Nora führt den Rettungseinsatz und bringt die schwer verletzte Romy ins Krankenhaus. Da sich Jonathans Schmerzen nicht bessern, geht er am nächsten Tag auch ins Krankenhaus, wo Romy liegt und ihre Eltern ihn nicht haben wollen. Nora gerät unweigerlich zwischen die Fronten der beiden Familien, wobei auch die medizinische Versorgung zu leiden beginnt. Als sie sich die Streithähne vorknöpft, kommt endlich Ruhe in die Sache.
Nebenher laufen die Hochzeitsvorbereitungen von Nora und Max auf Hochtouren. Franziska will vieles richtig machen, indem sie ihre Schwester unterstützt, aber zu viel ist zu viel. Als es dann noch zu einem Streit zwischen den Brautleuten kommt, verhält sich Max danach merkwürdig. Erst kurz vor der Trauung rückt er endlich mit der Wahrheit heraus und gesteht Nora den One-Night-Stand mit Amelie, worauf sie ihn vor dem Traualtar stehen lässt.

## Produktionsnotizen
Die Dreharbeiten für Romeo & Julia erstreckten sich zeitgleich mit der vorhergehenden Episode Neun Leben vom 27. August bis zum 25. Oktober 2024. Die Produktion erfolgte durch die Real Film Berlin. Als Schauplätze dienten die Insel Rügen und die deutsche Landeshauptstadt Berlin.

## Rezeption

### Einschaltquote
Die Erstausstrahlung am 2. Mai 2025 im Ersten wurde von 3,44 Millionen Zuschauern gesehen, was einem Marktanteil von 15,7 % entspricht.

### Kritik
Die Kritiker der Fernsehzeitschrift TV Spielfilm zeigten mit dem Daumen nach oben und fassten den Film mit den Worten „Das Ende drückt gekonnt auf die Tränendrüsen“ zusammen.